# Rubus frondosus
Rubus frondosus är en rosväxtart som beskrevs av Jacob Bigelow. Rubus frondosus ingår i släktet rubusar, och familjen rosväxter. Inga underarter finns listade i Catalogue of Life.